# Kuma Śmierć
Kuma Śmierć (Der Gevatter Tod) – baśń braci Grimm opublikowana w ich zbiorze Baśni z 1812 roku (tom 1, nr 44).

## Treść
Pewnemu ubogiemu człowiekowi urodziło się trzynaste dziecko. Wybrał się na poszukiwanie osoby, która mogłaby zostać kumem jego dziecka. Po drodze spotkał Pana Boga, Szatana i Śmierć. Zgodził się by chrzestnym jego dziecka został właśnie Śmierć, gdyż jest sprawiedliwa i równo zabiera bogatych i biednych. Wkrótce odbył się chrzest w którym Śmierć była kumem.
Parę lat później Śmierć odwiedziła swojego chrześniaka i oświadczyła, że uczyni go najsławniejszym lekarzem. Poinstruowała go, że zawsze, kiedy stanie przy łóżku ciężko chorego, będzie widział Śmierć niewidoczną dla innych. Kiedy zobaczy ją u wezgłowia chorego oznaczać to będzie że chorego można wyleczyć. Wystarczy wtedy podać mu magiczne ziele, a chory stanie na nogi. Jednak, gdy ujrzy Śmierć w nogach chorego – oznaczać to będzie, że chory musi umrzeć i nie wolno mu wtedy dawać magicznego zioła.  Śmierć zapewniła, że w takiej sytuacji żaden inny lekarz też nie będzie mógł już pomóc.
Obdarowany magicznym zielem, młodzieniec stał się szybko podziwianym lekarzem. Wszyscy byli pod wrażeniem tego, że wystarczy mu jeden rzut oka na chorego, by odgadnąć jego stan. Z całego świata zjeżdżali do niego ludzie przywożąc chorych i hojnie płacąc za leczenie. Wkrótce też młodzieniec stał się nie tylko sławny, ale i bogaty. 
Zdarzyło się jednak, że przyniesiono do niego króla. Młodzieniec ujrzał Śmierć w nogach chorego, jednak licząc na duży zysk, postanowił oszukać Śmierć i obrócił łóżko, tak że Śmierć stała teraz u wezgłowia chorego. Następnie podał królowi zioło, a ten szybko odzyskał zdrowie i hojnie lekarza wynagrodził. Śmierć nie była zadowolona. Poinformowała młodzieńca, że jeśli jeszcze raz zrobi coś takiego – czeka go kara. 
Jakiś czas później przyniesiono do niego córkę króla. Król obiecał, że jeśli ją wyleczy, będzie mógł ją poślubić. Młodzieniec ujrzał Śmierć w nogach pacjentki, ale zachwycony urodą królewny, postąpił tak jak poprzednim razem z królem. Wkrótce królewna stanęła na nogi. 
Po tym wydarzeniu, wściekła Śmierć przyszła do swojego chrześniaka i oświadczyła, że musi ponieść karę. Zaprowadziła go do miejsca, gdzie paliły się setki świec. Oświadczyła, że każda z nich to ludzkie życie. Kiedy się wypali – człowiek, któremu jest przypisana, umiera. Następnie pokazała mu jego świecę, z której został już ledwo ogarek. Młodzieniec widząc, że jego świeca jest już tak mała, zaczął błagać Śmierć by zapaliła mu nową. Śmierć udawała, że chce to zrobić, ale w rzeczywistości zgasiła ogarek i młodzieniec umarł.

## Ekranizacje
- Baśnie braci Grimm (Kuma Śmierć – odcinek 23 seria 2) – japoński serial animowany (1987-1988)
- Bajarz (Żołnierz i Śmierć - odcinek 1) – brytyjski serial fantasy z 1988 roku